# 1. FC Lokomotive Leipzig

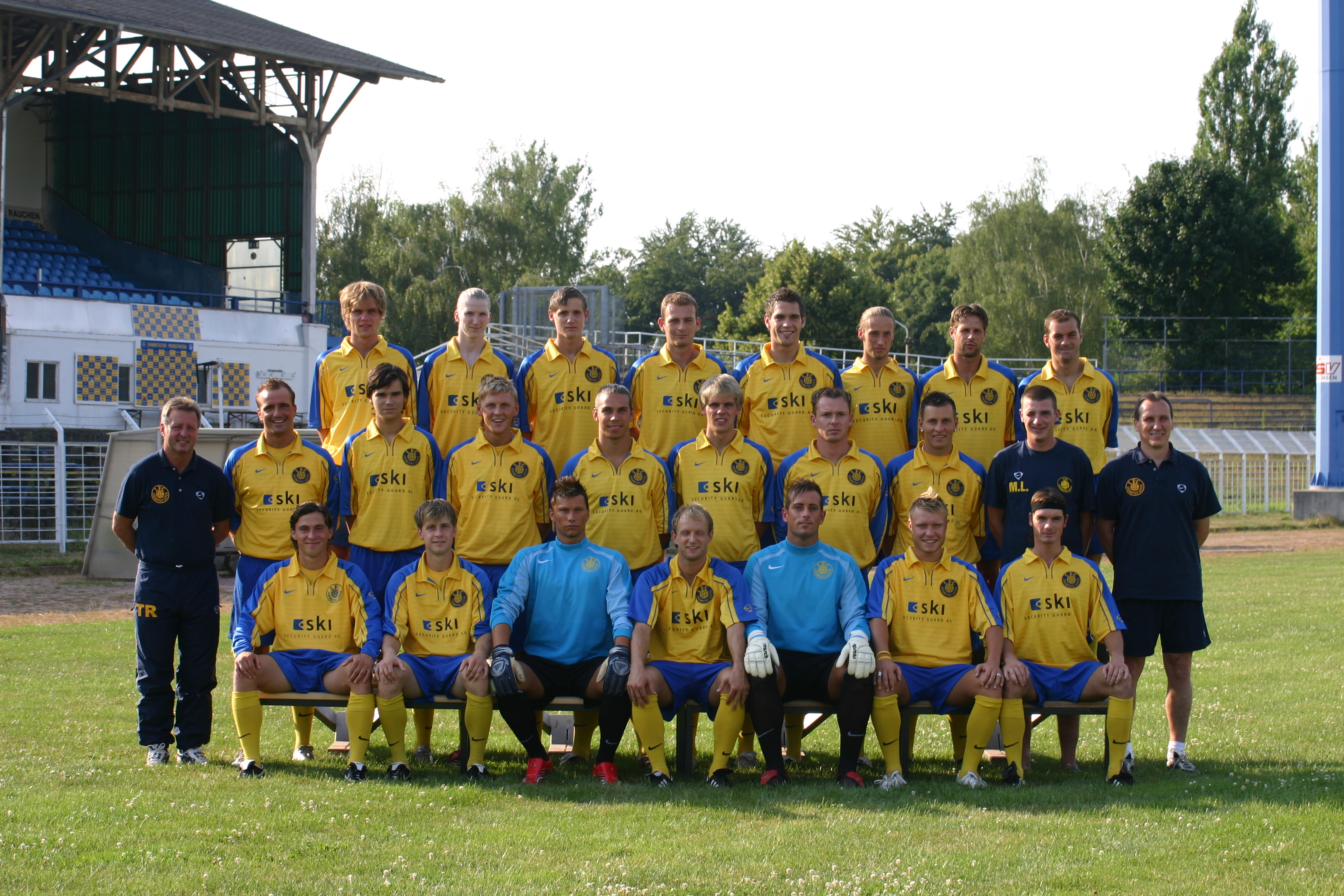
Laget 2006/07

1. FC Lokomotive Leipzig, (svenska): Lok Leipzig, är en fotbollsklubb i Leipzig, Tyskland som tidigare hette VfB Leipzig
Klubben grundades som VfB Leipzig 1896 och var en av de mest framgångsrika klubbarna i den tyska fotbollens barndom. 1903 vann man det första tyska mästerskapet. Efter Andra världskriget var klubben till en början upplöst men återskapades under flera olika namn, däribland SC Leipzig, innan man slutligen blev 1. FC Lokomotive Leipzig år 1966. (Klubben ska dock inte förväxlas med laget SC Lokomotive Leipzig, som var verksamt mellan 1954 och 1963). 
Klubben blev fördelaktigt behandlat av DDR-regimen. Klubbens träningsanläggning utanför Leipzig blev ett av landets fotbollscentra. 
Efter 1990 tog man tillbaka det gamla namnet VfB Leipzig. Till en början var man med i den tyska elitfotbollen innan ett ras sportsligt och ekonomiskt startade. Klubben gick i konkurs men startades om under det namn som gjort klubben berömd under DDR-tiden: 1. FC Lokomotive Leipzig. Man spelade långt ner i seriesystemet för att sanera ekonomin men hade ett för bra lag och vann sina matcher med utklassningssiffror. Man skapade publicitet på olika sätt, bland annat lyckades man få den tyska storstjärnan Lothar Matthäus att göra en tillfällig comeback i en match.
Under DDR-tiden lyckades man vinna cupen flera gånger och storhetstiden var i mitten av 1980-talet då man hade många landslagsspelare, tog hem östtyska cupen två år i rad och tog sig till final i Cupvinnarcupen. Under tiden som VfB Leipzig (1990–2004) spelade två svenskar i klubben, Niclas Nylén och Peter Vougt.
Laget spelar i blått och gult, vilka är staden Leipzigs färger. Hemmaplan är Bruno-Plache-Stadion i stadsdelen Probstheida i Leipzig.
1. FC Lokomotive Leipzigs ärkerival är lokalrivalen BSG Chemie Leipzig från stadsdelen Leutzsch. Båda lagen spelar i Regionalliga Nordost per säsongen 2020–2021.

## Meriter
- Östtyska cupmästare 1976, 1981, 1986, 1987
- Cupvinnarcupfinalist 1987

## Kända spelare
- Henning Frenzel
- René Müller
- Olaf Marschall
- Uwe Rösler

## Svenska spelare
- Peter Vougt
- Niclas Nylén